# Bartolo di Fredi
Bartolo di Fredi (ook bekend als Bartolo Battiloro) (Siena, circa 1330 – aldaar, 26 januari 1410) was een Italiaans kunstschilder.

## Leven en werk
Bartolo di Fredi werd in Siena geboren, evenals zijn zoon Andrea di Bartolo. Hij opende, tezamen met Andrea di Vanni in 1353 een galerie in zijn geboorteplaats; van zijn eerdere leven is niets bekend. Hij werkt voornamelijk in Siena, San Gimignano en Montalcino. Zijn fresco's in de kapittelkerk in San Gimignano –scènes uit het Oude Testament- zijn wereldberoemd. Hij wordt in de tweede helft van de 14e eeuw gezien als een invloedrijke kunstschilder in Siena en omringende plaatsen. Hij schilderde onder andere fresco’s in kathedralen. 
Hij is in hoge mate geïnspireerd door zijn voorgangers, waaronder Simone Martini.
Andere werken zijn onder meer te bezichtigen in het Los Angeles County Museum of Art, het Louvre, het Metropolitan Museum of Art en het Museum of Fine Arts.
- Bibliothèque nationale de France: cb121325541 (data)
- Gemeinsame Normdatei: 11915143X
- International Standard Name Identifier: 0000 0000 7973 6416
- KulturNav: aa39ccd9-3c86-4ef5-ad26-88653173f226
- Library of Congress Control Number: n84024785
- Nationale bibliotheek van Australië: 36026636
- Nationale Bibliotheek van Israël: 987007276971105171
- Nederlandse Thesaurus van Auteursnamen: 124891225
- Réseau des bibliothèques de Suisse occidentale: 02-A010049392
- RKD-Nederlands Instituut voor Kunstgeschiedenis: 4791
- SNAC: w6f82xk5
- Système universitaire de documentation: 029773407
- Trove: 1191792
- Union List of Artist Names: 500031914
- Virtual International Authority File: 95878336